# Green Spring (Kentucky)
Green Spring es una ciudad ubicada en el condado de Jefferson, Kentucky, Estados Unidos. Tiene una población estimada, a mediados de 2021, de 707 habitantes.
Está situada en el área metropolitana de Louisville, ciudad de la que en la práctica forma parte.

## Geografía
La localidad está ubicada en las coordenadas 38°19′0″N 85°36′52″O / 38.31667, -85.61444. Según la Oficina del Censo de los Estados Unidos, un total de 0.69 km² de su superficie corresponde a tierra firme y 0.003 km² están cubiertos por agua.

## Demografía
Según el censo de 2020, en ese momento había 711 personas residiendo en la localidad. La densidad de población era de 1030.43 hab./km². El 88.33% de los habitantes eran blancos, el 4.22% eran afroamericanos, el 0.14% era amerindio, el 4.64% eran asiáticos, el 0.14% era de otra raza y el 2.53% eran de una mezcla de razas. Del total de la población, el 3.23% eran hispanos o latinos de cualquier raza.